# Dolicharthria retractalis
Dolicharthria retractalis is een benaming voor twee verschillende soorten vlinders uit de familie van de grasmotten (Crambidae), uit de onderfamilie van de Spilomelinae. Beide soorten zijn door George Francis Hampson beschreven, de eerste in een publicatie uit 1912 als Nacoleia retractalis en de tweede in een publicatie uit 1917 als Stenia retractalis.
De soort die oorspronkelijk als Nacoleia retractalis is beschreven komt voor in Mexico. Een synoniem van deze soort is Hedylepta dircealis Druce, 1895
De soort die oorspronkelijk als Stenia retractalis is beschreven komt voor in Guyana.
Beide soorten zijn later in het geslacht Dolicharthria geplaatst waardoor ze dezelfde naam hebben gekregen. Er zijn nog geen nieuwe namen voor deze soorten bedacht.